# Realismo (politica)
Il realismo è una teoria di filosofia politica secondo la quale il fine primario dell'azione politica è (o dovrebbe essere) il raggiungimento ed il mantenimento del potere. La sua attuazione nella storia, sia in politica interna che in politica estera, è anche definita realpolitik.

## Nella storia delle idee
Il realismo politico trova le sue origini negli scritti di Niccolò Machiavelli e Thomas Hobbes.
In particolare, Machiavelli nel Principe (1513) osservò come il solo scopo di un principe fosse la ricerca e il mantenimento del potere, indipendentemente da questioni religiose o morali. Da lui nasce il concetto di machiavellismo.
Andando a ritroso, è stato più volte indicato come loro precursore Tucidide, storico greco: egli enunciò una delle massime fondamentali del realismo politico, nel Dialogo dei Melii quando centra "il famoso punto nodale di tutto il discorso degli Ateniesi" sulle parole «il possibile lo fanno i capi e ad esso acconsentono i deboli» (Storia della Guerra del Peloponneso, V 89). Nel denunciare l'ipocrisia di una filosofia politica fondata sulla proclamazione della virtù, la speculazione successiva spesso si rifece a questo testo.

## Il realismo nelle relazioni internazionali
Il realismo come linea di condotta della politica estera fu teorizzata da una fra le maggiori scuole di pensiero nello studio delle relazioni internazionali. Il realismo ivi predicato privilegia l'interesse e la sicurezza nazionale rispetto ad ideologia e problematiche morali e sociali: "il realismo si oppone al cosmopolitismo perché quest’ultimo propone una visione unificata della vita politica, mentre il realismo separa accuratamente il dominio dello stato e quello delle relazioni internazionali".
Per la teoria realista delle relazioni internazionali, "l’assenza di un’autorità superiore in grado di riportare ciascun attore statale a un ordine predeterminato favorisce una situazione di anarchia quale condizione strutturale del sistema politico internazionale: l’ordine mondiale viene raffigurato come un sistema anarchico dominato da una pluralità di centri di potere, gli Stati, ciascuno dei quali detta le leggi a sé stesso senza riceverne da altri, dato che non vi è tra di essi un potere che eserciti un ruolo di governo superiore alle parti. Per questo, nonostante sia sempre possibile stipulare tra gli Stati alleanze in funzione degli interessi di volta in volta prevalenti, non esiste alcuna possibilità di uscire dalla logica del reciproco antagonismo, destinato a sua volta a fomentare una condizione di cronica instabilità. Le teorie sulle relazioni internazionali aderenti al principio dell’anarchia tendono di conseguenza a ricondurre la varietà delle situazioni politiche internazionali alla sola logica di potenza della sintesi statale, intesa come un’organizzazione politica dominata da un potere sovrano ed esclusivo cui spetta anzitutto il compito di difendere la propria integrità territoriale attraverso un costante incremento della propria forza militare. Alle ipotesi che promuovono visioni alternative dell’ordine internazionale, come le politiche cooperative e la logica delle alleanze tra i diversi attori statali, non viene attribuita alcuna sostanziale capacità esplicativa".
Dalla “Storia della Guerra del Peloponneso” del politico, condottiero e storico ateniese Tucidide all’opera “Il Principe” del segretario fiorentino Niccolò Machiavelli, per arrivare poi al “Leviatano” di Thomas Hobbes, il realismo ha plasmato l’azione politica nel corso dei secoli.  Nella modernità, il conte Camillo Benso di Cavour, vero artefice dell’unità d’Italia, ed Otto von Bismarck, la geniale mente diplomatica dietro la potenza prussiana prima e tedesco-imperiale poi, sono stati entrambi realisti, così come tra gli aderenti a questa “scuola” vanno inseriti il sociologo Max Weber ed il giurista e politologo Carl Schmitt. Dopo la Seconda Guerra Mondiale il realismo politico europeo è stato trapiantato negli Stati Uniti da intellettuali quali Hans Morghenthau e Reinhold Niebuhr ereditando, però, dalla tradizione del Vecchio Continente i concetti del “politico” schmittiano e della “etica della responsabilità” weberiana in netto contrasto con la tradizione liberal-idealista e wilsoniana non solo dei teorici ma anche dei decisori politici statunitensi.
Nel ventesimo secolo la corrente realista si affermò soprattutto dopo la seconda guerra mondiale, in seguito al fallimento della corrente idealista, che era stata invece prevalente dopo la fine della prima guerra mondiale. Tra i pensatori più importanti di questo periodo vi sono Edward Carr e Hans Morgenthau. A proposito di quest'ultimo, è stato scritto che "la differenza tra la concezione schmittiana e il realismo di Morgenthau è di grande rilievo nell’analisi dei fenomeni internazionali, giacché consente di arricchire in modo assai significativo la nostra analisi del diritto internazionale. Al centro vi è la diversa interpretazione del rapporto «diritto-politica». Infatti mentre per Schmitt il diritto è solo la forma della decisione politica, al contrario, per Morgenthau, esso ne può costituire un limite. Schmitt ha lucidamente sostenuto la fine dello ius publicum europaeum, ma ha cercato un nuovo nomos che esprimesse la realtà dei rapporti di forza scaturiti dalla prima e dalla seconda guerra mondiale. Al contrario Morgenthau ha indagato soprattutto le relazioni internazionali come sistema di rapporti di potenza, ma ha ammesso anche la possibilità del diritto come limite della potenza".
Uno dei realisti più significativi della fine del ventesimo secolo è stato Kenneth Waltz che, secondo Julian Korab-Karpowicz, ha riformulato il realismo nelle relazioni politiche internazionali in una maniera nuova e originale. In riferimento a quest'ultimo, però, è stata avanzata la critica secondo cui le «due grandi regolarità» della politica internazionale, che sarebbero dovute discendere direttamente dalla teoria di Waltz, non sono riscontrabili nella realtà empirica, "né per quanto riguarda l’equilibrio di potenza né per la cooperazione internazionale. Lo storico americano Paul Schroeder ha osservato che nel XVIII e XIX secolo la ricerca di sicurezza da parte degli Stati non si è tradotta che di rado in equilibrio di potenza. (...) È lo stesso Waltz a riconoscere l’indeterminatezza del neorealismo quando dichiara che le strutture non producono particolari comportamenti e risultati ma più modestamente «modellano e spingono» [shape and shove] gli Stati a comportarsi in un certo modo. (...) Anche l’altra grande regolarità delle politica internazionale posta al centro della sua analisi – la precarietà della cooperazione tra Stati – non sembra costituire una così assoluta regolarità come asserito dall’autore di Teoria della politica internazionale. Nonostante esistano molte difficoltà alla cooperazione, l’evidenza empirica non supporta la tesi neorealista della precarietà della cooperazione dovuta a ragioni di sicurezza. La cooperazione interstatuale ha avuto spesso luogo e in certi casi ha assunto forme altamente istituzionalizzate senza dar vita a dinamiche di insicurezza, come è accaduto per l’Unione Europea e per gli accordi commerciali del GATT inglobati nel 1995 nel World Trade Organization (WTO)".